# Manorville (New York)
Manorville est une census-designated place du comté de Suffolk, dans l'État de New York, aux États-Unis,. En 2020, elle compte une population de 14 317 habitants.